# Myrialepis paradoxa
Myrialepis paradoxa ist eine in Asien heimische, kletternde Palmenart. Sie ist der einzige Vertreter der Gattung Myrialepis. Die Blüten stehen – ungewöhnlich bei Palmen – einzeln an den Blütenstandsachsen.

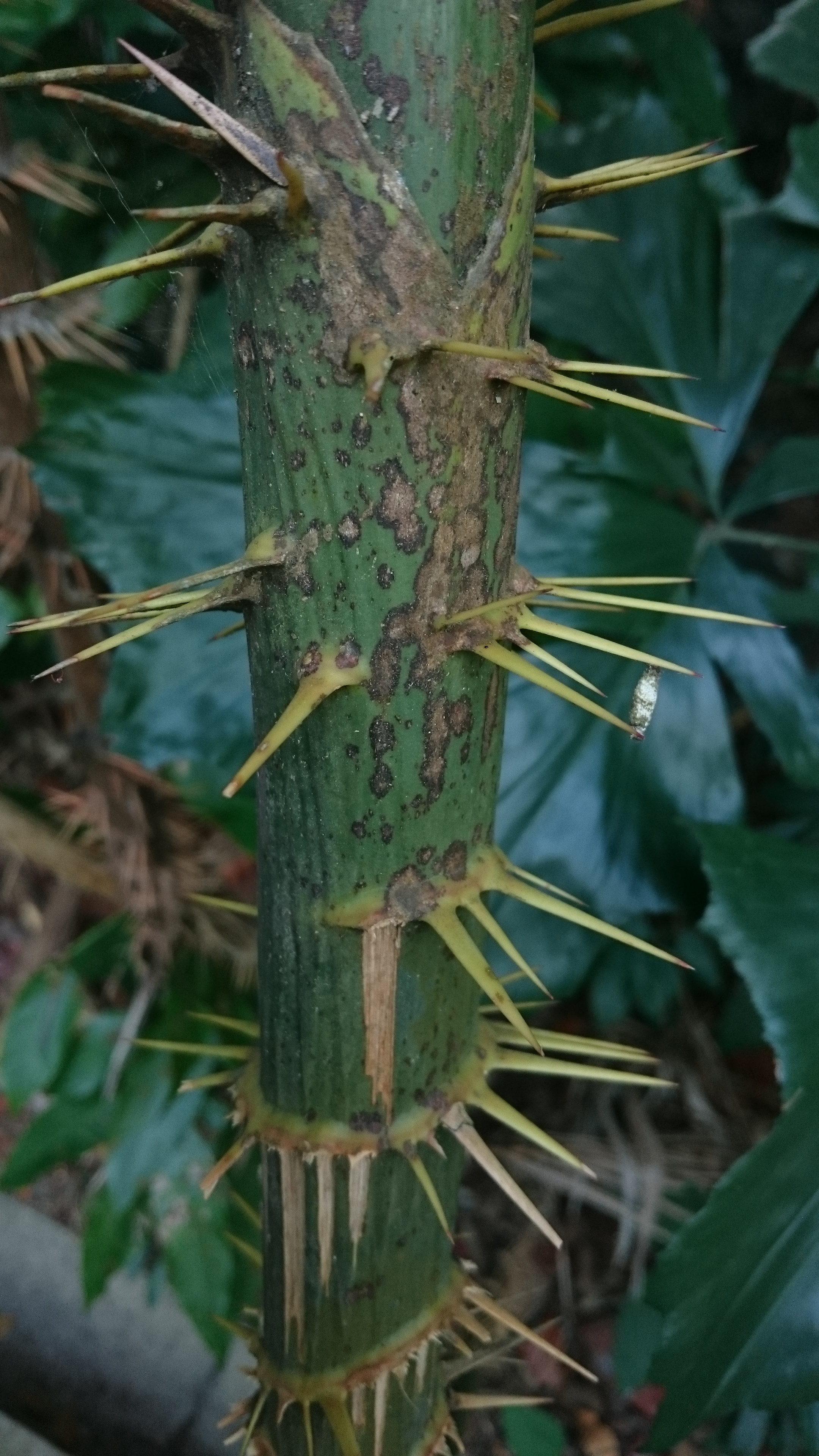
Myrialepis paradoxa

## Merkmale
Die Vertreter sind mehrstämmige, hoch kletternde bewehrte Rattanpalmen. Sie sind hapaxanth und diözisch. Der Stamm besitzt lange Internodien und auffällige Narben. Basal entstehen vegetative Seitenachsen gegenüber den Blättern. 
Die Chromosomenzahl ist unbekannt (Stand 2008).

### Blätter
Die Blätter ausgewachsener Palmen sind groß, gefiedert und besitzen eine Ranke. Die Blattscheide ist röhrig. Knie oder Ochrea sind nicht ausgebildet. Der Blattstiel ist sehr kurz bis lang und tief gefurcht. Die Rhachis ist proximal wie der Stiel kaum bewehrt, distal stärker bewehrt mit regelmäßigen Gruppen von enterhakenartigen Stacheln. Die zahlreichen Fiederblättchen sind lanzettlich, ganzrandig, manchmal mit kurzen randständigen Stacheln bewehrt. 

### Blütenstände
Die Blütenstände werden gleichzeitig in den Achseln der distalsten, häufig reduzierten Blätter gebildet. Es gibt drei Ordnungen von Blütenstandsachsen. Der Blütenstandsstiel ist kurz, das Vorblatt ist röhrig, zweikielig mit zwei dreieckigen Lappen und in der Blattscheide verborgen. Hochblätter am Blütenstandsstiel fehlen. Die Blütenstandsachse ist wesentlich länger als der -stiel. Ihre Hochblätter sind röhrig, annähernd zweizeilig (distich), jedes trägt eine Seitenachse. Die blütentragenden Rachillae sind sehr kurz und werden von Achsen verschiedener Ordnung gebildet. Männliche Rachillae tragen Gruppen von bis zu acht Blüten, weibliche Rachillae tragen Gruppen von zwei bis sieben Blüten. 

### Blüten
Die männlichen Blüten sind symmetrisch. Der Kelch ist häutig, röhrig und hat drei Lappen. Die Krone ist häutig und fast bis zum Grund in drei dreieckige Lappen zerteilt. Die sechs Staubblätter stehen an der Basis der Kronlappen. Der Pollen ist ellipsoidisch und bisymmetrisch. Die längste Achse misst 31 bis 38 Mikrometer.
Die weiblichen Blüten sind größer als die männlichen. Der Kelch ist häutig, röhrig mit drei Lappen. Die Krone ist häutig, fast bis zur Basis in drei Lappen geteilt. An der Basis der Krone steht ein Staminodienring. Das Gynoeceum ist unvollständig dreifächrig mit drei Samenanlagen. Es ist kugelig und mit kleinen Schuppen besetzt. Die drei Narben sind kurz und stehen apikal. Die Samenanlagen stehen basal und sind anatrop.

### Früchte und Samen
Die Frucht ist einsamig, die Blütenhülle verbleibt an der Frucht, die Narbenreste sind sehr klein. Das Exokarp ist mit sehr kleinen, unregelmäßig stehenden Schuppen besetzt. Das Mesokarp ist dünn und faserig. Das Endokarp ist nicht differenziert. Der Samen steht an der Basis, seine Sarcotesta ist dick, aber nicht saftig. Das Endosperm ist homogen.

## Verbreitung und Standorte
Myrialepis paradoxa kommt in Indochina, Burma, Thailand, der Malaiischen Halbinsel und auf Sumatra vor. Sie wächst von Meeresniveau bis etwa 1000 m Seehöhe. Sie ist weit verbreitet und bildet häufig Dickichte. Wie die anderen hapaxanthen Rattanpalmen kommt sie bevorzugt an gestörten Standorten von Primärwäldern vor. 

## Taxonomie und Systematik
Myrialepis paradoxa wurde 1875 als Calamus paradoxus von Wilhelm Sulpiz Kurz in Journal of the Asiatic Society of Bengal. Part 2. Natural History Band 43 Teil 4, Seite 213 Tafel 29, 30 erstbeschrieben. Die Art wurde 1982 von John Dransfield in Kew Bulletin Band 37 Teil 2, Seite 242 als Myrialepis paradoxa (Kurz) J.Dransf. in die Gattung Myrialepis gestellt.
Die Gattung Myrialepis  Becc. wird innerhalb der Familie Arecaceae in die Unterfamilie Calamoideae, Tribus Calameae gestellt. Sie bildet zusammen mit den Gattungen Plectocomia und Plectocomiopsis die Subtribus Plectocomiinae. Die Beziehungen zwischen den drei Gattungen sind unklar. 
In der World Checklist of Selected Plant Families der Royal Botanic Gardens, Kew, wird nur die Art Myrialepis paradoxa (Kurz) J.Dransf. anerkannt.

## Belege
- John Dransfield, Natalie W. Uhl, Conny B. Asmussen, William J. Baker, Madeline M. Harley, Carl E. Lewis: Genera Palmarum. The Evolution and Classification of Palms. Zweite Auflage, Royal Botanic Gardens, Kew 2008, ISBN 978-1-84246-182-2, S. 186–188.